# Ingrid Ødegård
Ingrid Amalie Ødegård (født 1. marts 1983 i Trondhjem, Norge) er en norsk håndboldspiller, der er målvogter hos HC Odense, strandhåndboldlandsholdet og B-landsholdet. Hun debuterede for Norge i en kamp mod Danmark den 5. juni 2010. Hun spillede i FCM Håndbold i fire sæsoner, før hun kom til HC Odense og har tidligere spillet for Kolstad, Ranheim, Træff, Sola og Larvik HK.

## Klubkarriere
Ingrid Ødegård startede hendes professionelle karriere i Sola HK, Stavanger. Efter tre sæsoner med klubben, modtog hun et tilbud fra Larvik HK og startede med at spille for dem i 2005. Sammen med Larvik, vandt hun det norske håndboldmesterskab adskillige gange. Hun vandt også Cup Winners' Cup i 2008. Efter, at hun blev erstattet af Lene Rantala, havde Ødegård kun sjældent spilletid på banen. I 2008 forlod hun Larvik og flyttede til Danmark for at spille for FCM Håndbold.

## Landshold

### Håndbold
Ødegård debuterede på juniorlandsholdet i 2002. I 2003, vandt hun en bronzemedalje under Junior-VM, sammen med bl.a Linn-Kristin Riegelhuth, Linn Jørum Sulland og Gøril Snorroeggen. Pr. juli, 2009, havde hun spillet 4 kampe for B-landsholdet.

### Strandhåndbold
Ødegård vandt en bronzemedalje under EM 2007, hvor hun fik prisen som bedste målmand. I 2009 vandt hun en sølvmedalje ved EM i Larvik. Hun vandt hendes første guldmedalje under VM 2010 i Tyrkiet.